# نويل لي
نويل لي (بالإنجليزية: Noël Lee)‏ هو عالم موسيقى وعازف بيانو وملحن أمريكي، ولد في 25 ديسمبر 1924 في نانجينغ في الصين، وتوفي في 15 يوليو 2013 في باريس في فرنسا.

## وصلات خارجية
- نويل لي على موقع IMDb (الإنجليزية)
- نويل لي على موقع ميوزك برينز (الإنجليزية)
- نويل لي على موقع أول ميوزيك (الإنجليزية)
- نويل لي على موقع ديسكوغز (الإنجليزية)